# Microcyphus compsus
Microcyphus compsus is een zee-egel uit de familie Temnopleuridae.
De wetenschappelijke naam van de soort werd in 1912 gepubliceerd door Hubert Lyman Clark.